# Municipio de New Tennessee
El municipio de New Tennessee (en inglés: New Tennessee Township) es un municipio ubicado en el condado de Perry en el estado estadounidense de Arkansas. En el año 2010 tenía una población de 202 habitantes y una densidad poblacional de 1,39 personas por km².

## Geografía
El municipio de New Tennessee se encuentra ubicado en las coordenadas 34°57′6″N 93°6′34″O / 34.95167, -93.10944. Según la Oficina del Censo de los Estados Unidos, el municipio tiene una superficie total de 145.63 km², de la cual 142,75 km² corresponden a tierra firme y (1,98 %) 2,88 km² es agua.

## Demografía
Según el censo de 2010, había 202 personas residiendo en el municipio de New Tennessee. La densidad de población era de 1,39 hab./km². De los 202 habitantes, el municipio de New Tennessee estaba compuesto por el 93,56 % blancos, el 3,47 % eran afroamericanos, el 0,99 % eran isleños del Pacífico y el 1,98 % eran de una mezcla de razas. Del total de la población el 0,99 % eran hispanos o latinos de cualquier raza.